# Dendropaemon silvanus
Dendropaemon silvanus là một loài bọ cánh cứng trong họ Bọ hung (Scarabaeidae).